# Komitat Somogy (historisch)
Das Komitat Somogy (deutsch selten auch Komitat Schomodj oder Schomodei; ungarisch Somogy vármegye, lateinisch comitatus Simigiensis) war eine Verwaltungseinheit im Südwesten des Königreichs Ungarn. Verwaltungssitz war zuletzt Kaposvár.
Das Gebiet liegt im heutigen Südwestungarn auf der Fläche des heutigen Komitats Somogy, war allerdings etwas größer als dieses.

## Lage

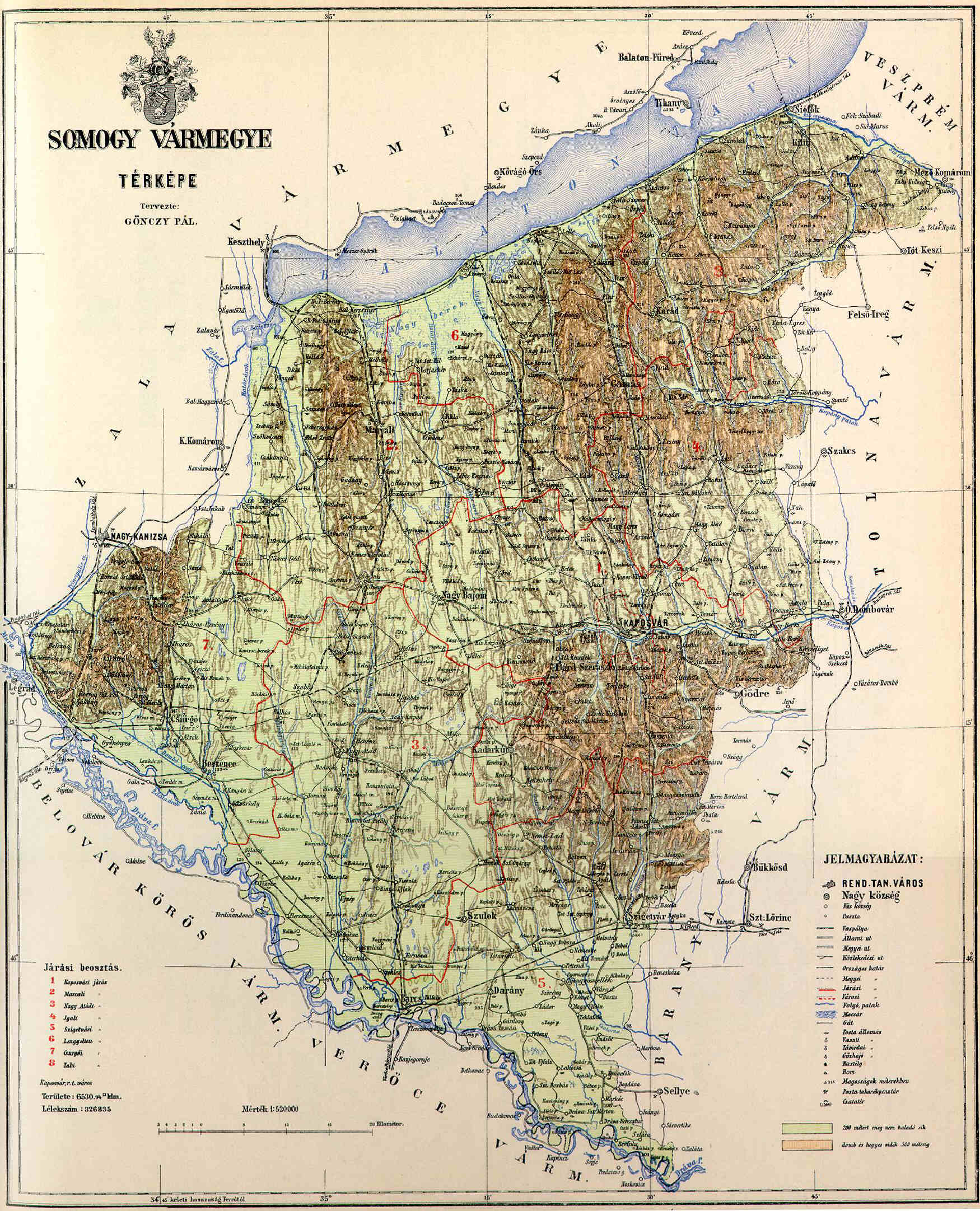
Karte des Komitats Somogy um 1890

Das Komitat grenzte an die Komitate Zala, Veszprém, Tolna, Baranya, Verőce und Belovár-Kőrös (die beiden letztgenannten gehörten zum Königreich Kroatien und Slawonien). Es lag am Südufer des Plattensees und wurde von der Drau durchflossen.

## Geschichte
Somogy zählt zu den wenigen historischen Komitaten Ungarns, die vom Friedensvertrag von Trianon unangetastet geblieben sind. Das Komitat entstand im 11. Jahrhundert und bestand in dieser Form bis zur großen Komitatsreform 1950. Lediglich die Stadt Siófok wurde 1850 aus dem Komitat ausgegliedert und dem Komitat Veszprém zugeteilt. 1950 wurde im Zuge der großen Komitatsreform das Gebiet um Szigetvár dem Komitat Baranya zugeteilt. Siehe weiter dazu unter Komitat Somogy.

## Bezirksunterteilung

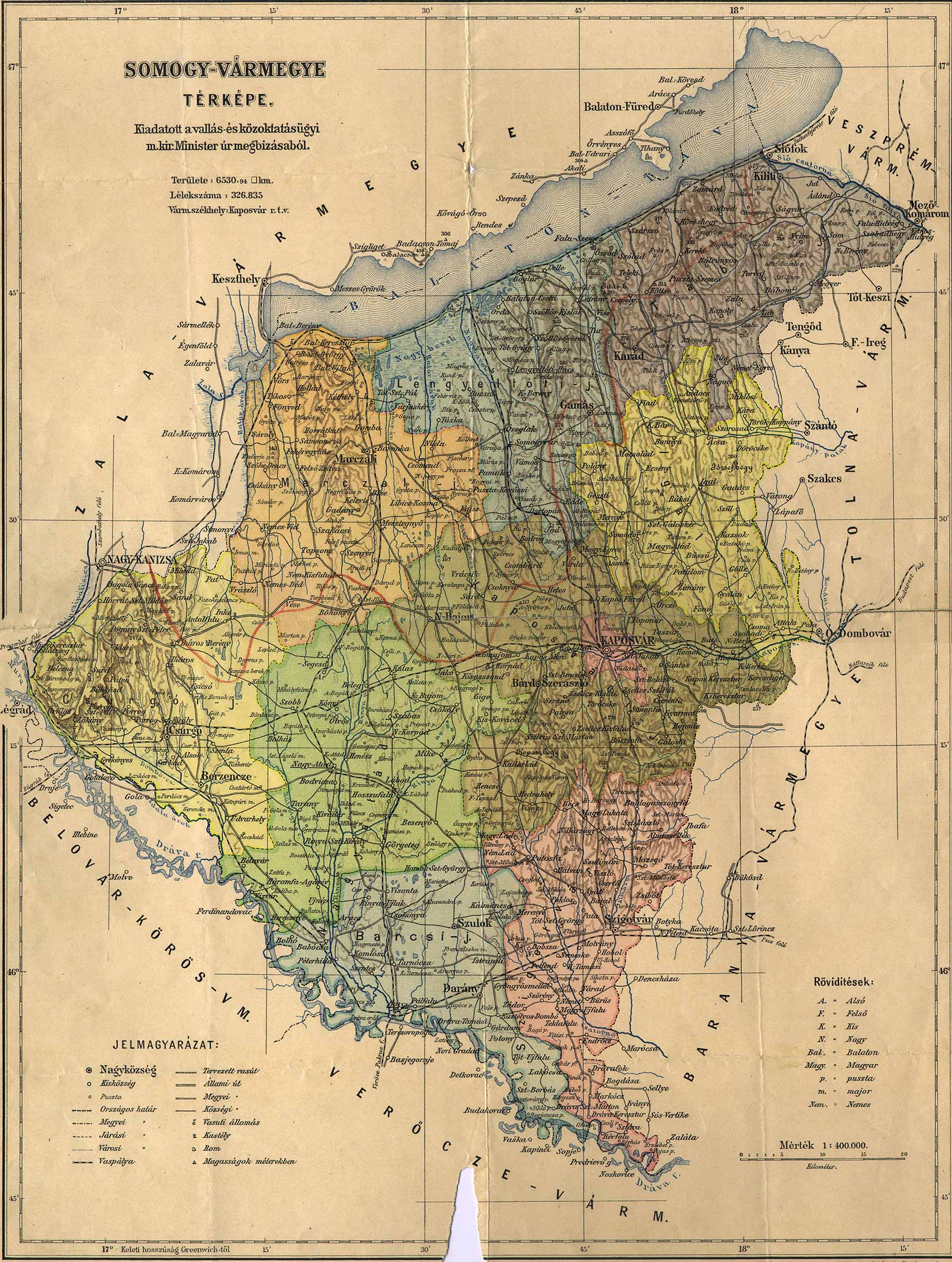
Karte der Stuhlbezirke

Im frühen 20. Jahrhundert bestanden folgende Stuhlbezirke (nach dem Namen des Verwaltungssitzes benannt):
| Stuhlbezirke (járások)                | Stuhlbezirke (járások) |
| Stuhlbezirk                           | Verwaltungssitz        |
| ------------------------------------- | ---------------------- |
| Barcs                                 | Barcs                  |
| Csurgó                                | Csurgó                 |
| Igal                                  | Igal                   |
| Kaposvár                              | Kaposvár               |
| Lengyeltóti                           | Lengyeltóti            |
| Marcali                               | Marcali                |
| Nagyatád                              | Nagyatád               |
| Szigetvár                             | Szigetvár              |
| Tab                                   | Tab                    |
| Stadtbezirk (rendezett tanácsú város) |                        |
| Kaposvár                              |                        |

Alle genannten Orte liegen im heutigen Ungarn.